# اکالیپتوس نقره‌ای
اکالیپتوس نقره‌ای (نام علمی: Eucalyptus dealbata) نام یک گونه از سرده اوکالیپتوس است.